# S/2003 J 9
S/2003 J 9 je retrográdní nepravidelný přirozený satelit Jupiteru. Byl objeven v roce 2003 skupinou astronomů z Havajské univerzity vedených Scottem S. Sheppardem.
S/2003 J 9 má v průměru asi ~1 km, jeho průměrná vzdálenost od Jupitera činí 23,858 Gm, oběhne jej každých 752,8 dnů, s inklinací 165° k ekliptice (165° k Jupiterovu rovníku) a excentricitou 0,276. S/2003 J 9 patří do rodiny Carme.